# Potamodytes major
Potamodytes major là một loài bọ cánh cứng trong họ Elmidae. Loài này được Kolbe miêu tả khoa học năm 1898.